# تصویر شرودینگر
در مکانیک کوانتومی، تصویر شرودینگر (انگلیسی: Schrödinger picture) یکی از شیوه‌های فرمول‌بندی مکانیک کوانتومی است که در آن بردارهای حالت در زمان تحول می‌یابند، اما بر خلاف تصویر هایزنبرگ، عملگرها ثابت در زمان هستند.